# OVW Television Championship
Le OVW Television Championship est un titre secondaire de catch masculin de la Ohio Valley Wrestling.